# (2116) Mtskheta
(2116) Mtskheta es un asteroide perteneciente al cinturón de asteroides descubierto por Richard Martin West desde el Observatorio de La Silla, Chile, el 24 de octubre de 1976.

## Designación y nombre
Mtskheta se designó al principio como 1976 UM.
Más tarde fue nombrado por la ciudad georgiana de Miskheta, antigua capital del reino de Georgia.

## Características orbitales
Mtskheta orbita a una distancia media del Sol de 2,589 ua, pudiendo acercarse hasta 2,438 ua y alejarse hasta 2,741 ua. Tiene una inclinación orbital de 9,081° y una excentricidad de 0,05846. Emplea 1522 días en completar una órbita alrededor del Sol.